# Білокриницьке лісництво
Білокриницьке лісництво" — територіально-виробнича одиниця ДП «Кременецьке лісове господарство» Тернопільського обласного управління лісового та мисливського господарства, підприємство з вирощування лісу, декоративного садивного матеріалу.
Контора лісництва розташована в с. Білокриниці Кременецького району.

## Відомості
Площа лісових насаджень — 3660,8 га, які розташовані в Кременецькому (1824,7 га) і Шумському (1836,1 га) районах.
Є 4 майстерські дільниці. Середня площа майстерської дільниці — 915,2 га.

## Об'єкти природно-заповідного фонду
На території лісництва знаходяться такі об'єкти природно-заповідного фонду:
- Національний природний парк «Кременецькі гори» — квартали 19-22, 24-53, 55-68
- - Білокриницький загальнозоологічний заказник — кв. 24-30, 44, лісове урочище «Білокриниця»
  - Заброддя — кв. 1-17, лісове урочище «Заброддя»
  - Забродівська діброва № 1 — кв. 4 вид. 4, лісове урочище «Заброддя»
  - Забродівська діброва № 2 — кв. 9 вид. 2, лісове урочище «Заброддя»